# Maurice Burrus
Pour les articles homonymes, voir Burrus.
Maurice Burrus, né le 8 mars 1882 à Sainte-Croix-aux-Mines, mort le 5 décembre 1959 à Lausanne est un homme politique français, entrepreneur, philatéliste et mécène.

## Famille
Maurice Burrus appartient à une famille d'industriels originaire de Dambach-la-Ville en Alsace, qui a fait fortune dans la fabrication de rouleaux de tabacs.
En raison des décrets napoléoniens établissant le monopole de l'État français sur la fabrication des tabacs, le grand-père de Maurice, Martin Burrus, émigra en Suisse à Boncourt (aujourd'hui dans le canton du Jura) où il fonda une manufacture de tabacs. En 1871, l’Alsace devenue allemande et le monopole de l’Etat étant levé, le père de Maurice, Pierre-Jules, et son frère Martin, revinrent en Alsace et s’installerent à Sainte-Croix-aux-Mines où ils créèrent une filiale de la Manufacture des Tabacs et Cigares de Boncourt. En 1911, leurs fils respectifs, Maurice et André reprirent l'entreprise; Maurice - la partie commerciale, André - la partie technique.

## Biographie
Avant de prendre la direction de la manufacture, Maurice Burrus fait ses études à Dole, puis au collège Stanislas à Paris. Bachelier, il part pour Hanovre en vue de s'initier à la langue allemande et à la pratique bancaire. Il voyage en Asie mineure, au Canada et aux États-Unis.
A la déclaration de la Première Guerre mondiale en 1914, sa maison à Sainte Croix-aux-Mines est réquisitionnée par l'État-major allemand et Maurice est condamné à huit mois de prison en raison de ses sentiments anti-allemands. Ses biens sont saisis en 1916 et il est expulsé en Suisse.

Château Maurice Burrus, à Sainte-Croix-aux-Mines, Alsace, France.

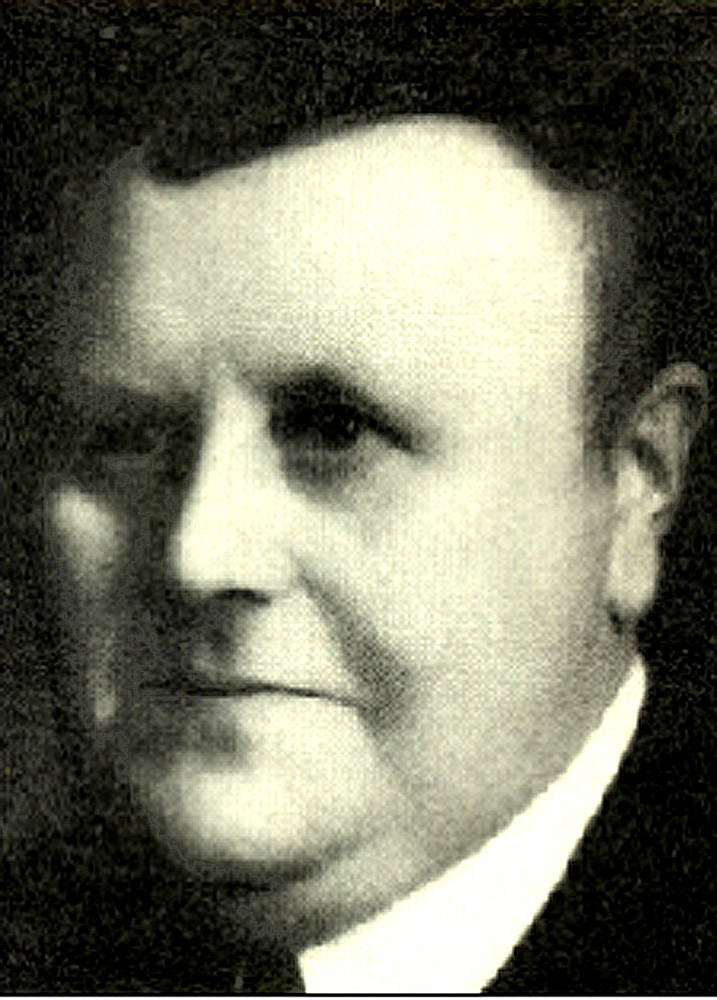
Maurice, Jean, Marie Burrus, député en 1932.

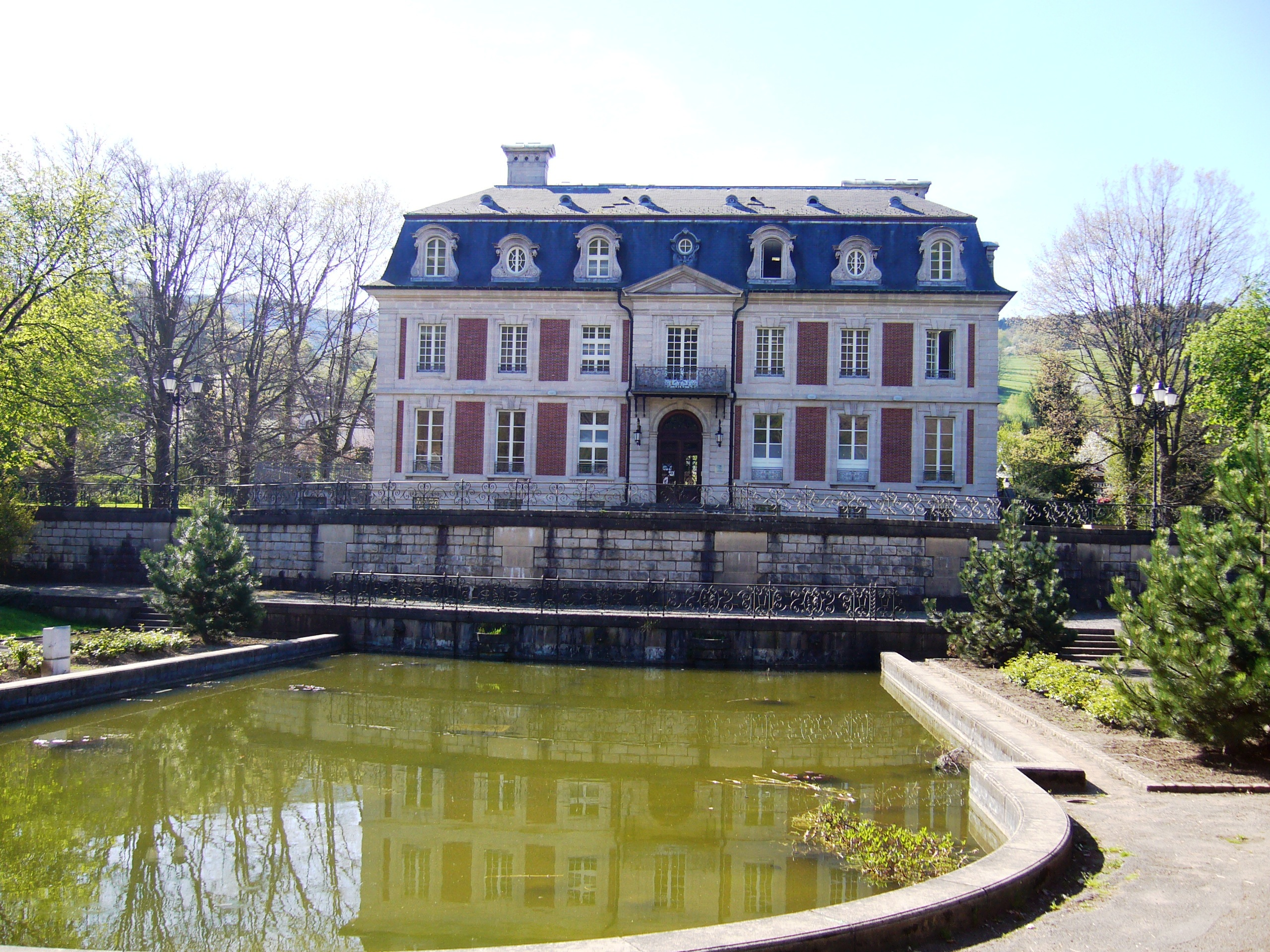
Villa André Burrus à Sainte-Croix-aux-Mines.

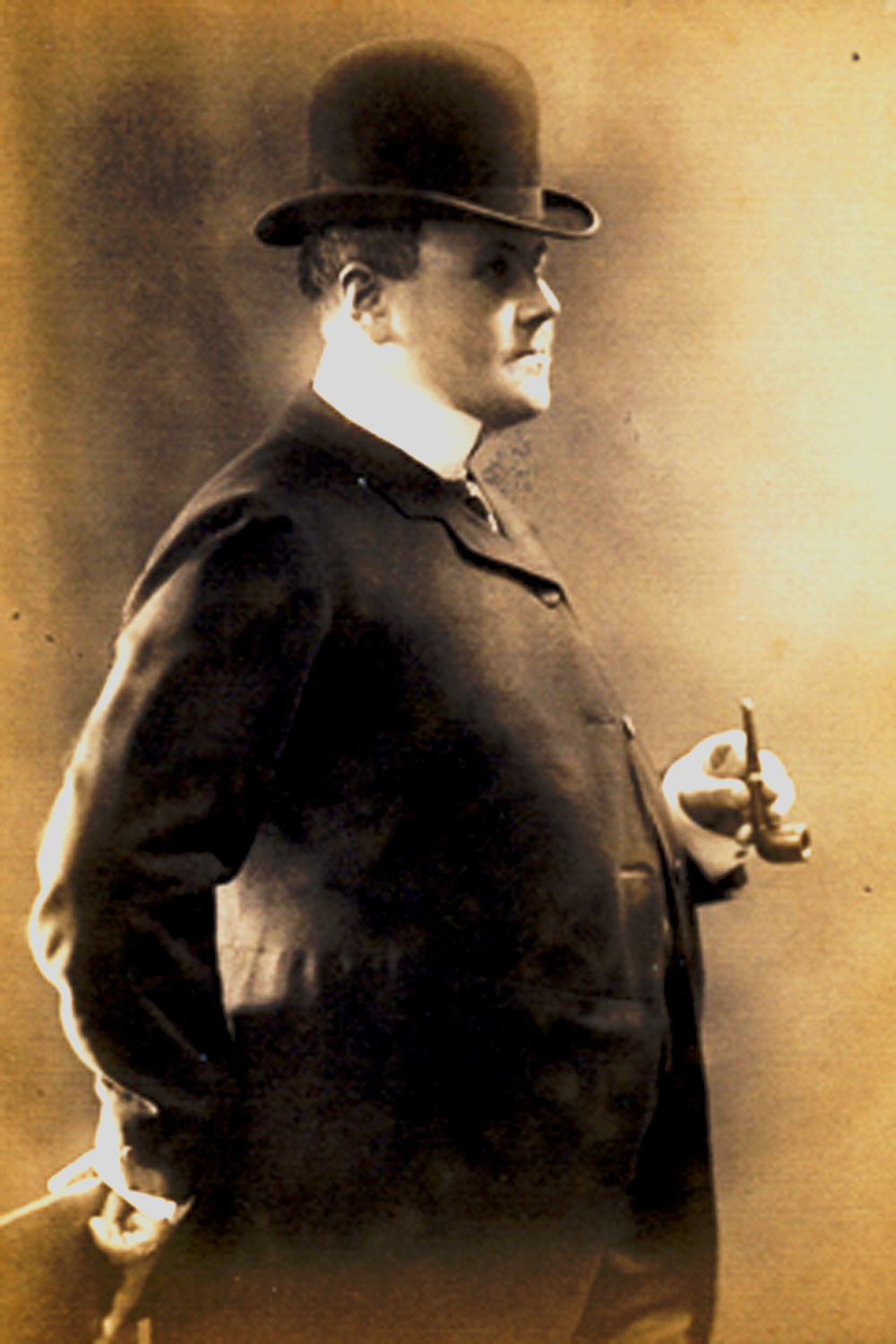
Maurice Burrus, mécène de Vaison-la-Romaine.

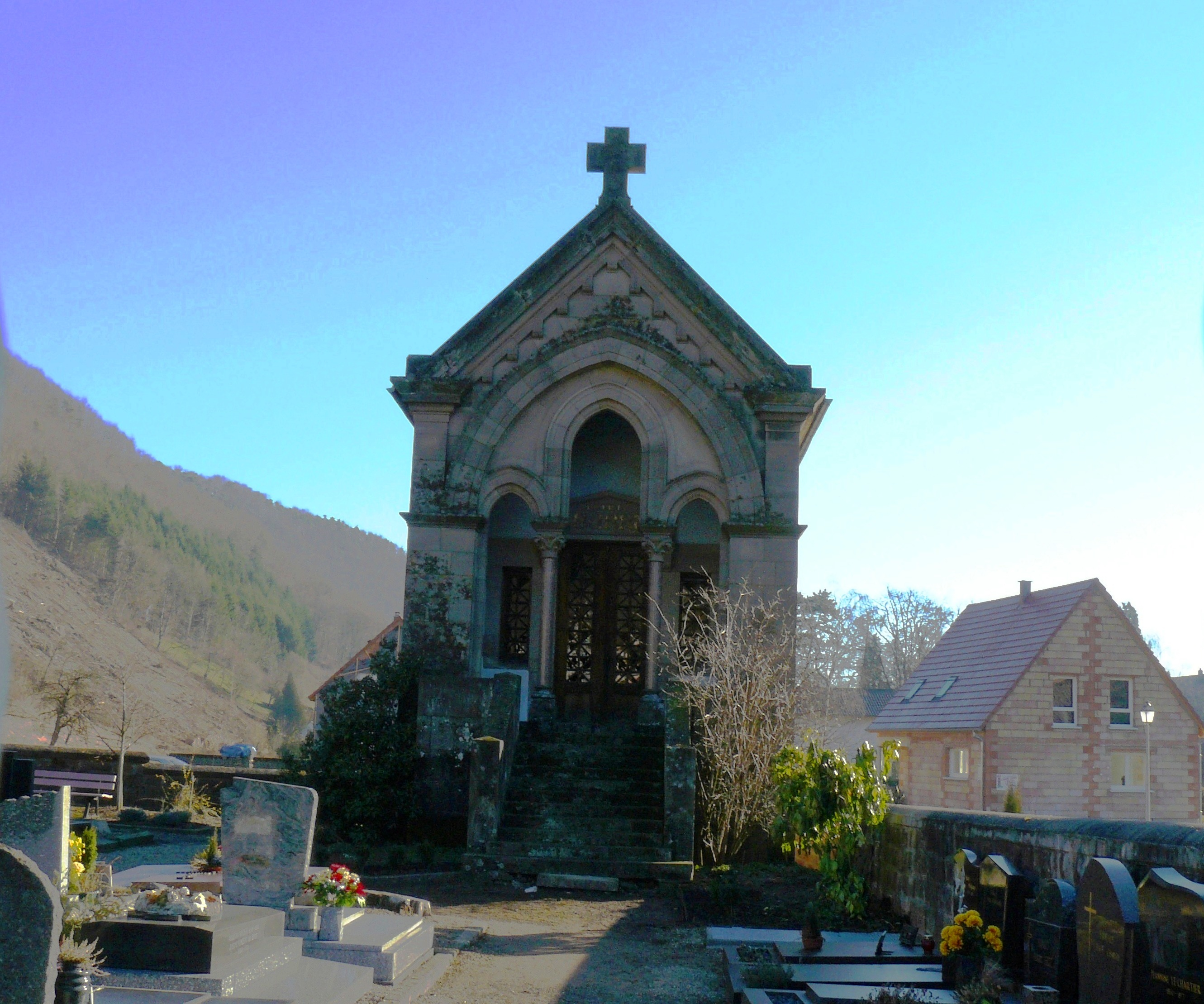
Tombe de la famille Burrus à Sainte-Croix-aux-Mines.

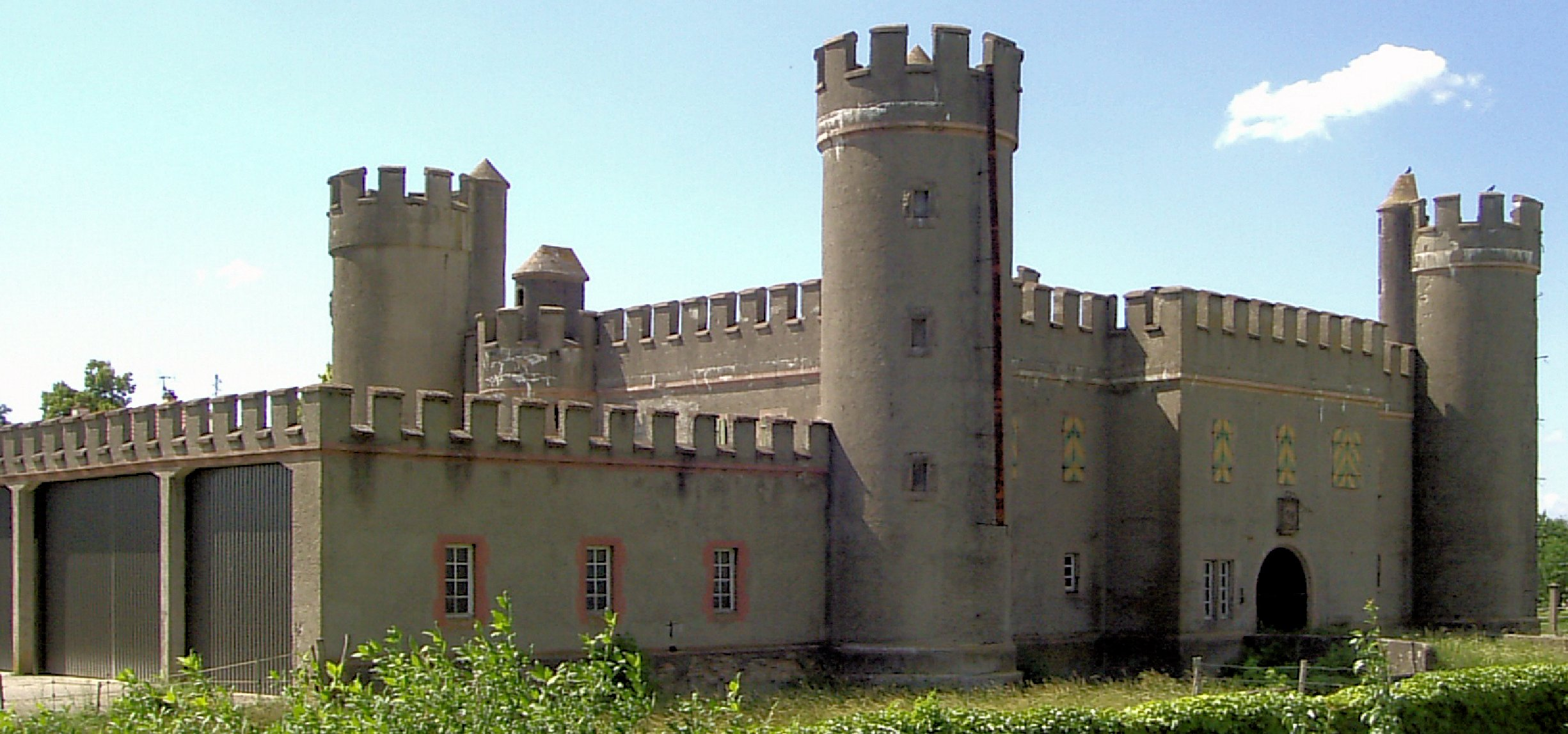
Château Burrus à Hombourg.

Après l’armistice de 1918, Maurice Burrus, décoré de la Croix de guerre et de la médaille de la fidélité, reprend la direction de la manufacture de tabac dont l’État français est désormais le client unique. Il fonde l'Association des proscrits d’Alsace, dont sa famille faisait partie pendant la guerre. Forte de ses 4 500 membres, l'association se charge de constituer les dossiers des victimes de la proscription, en vue de leur obtenir des indemnités compensatoires. Elle célèbre également la mémoire des personnes tuées sans procès, en faisant posant des plaques commémoratives sur des édifices publics dans les communes alsaciennes. La plupart sera détruite par les nazis pendant la seconde guerre mondiale.
Maurice Burrus fait fortune et subventionne de nombreuses associations en Alsace. Il construit de grandes résidences en France ou à l'étranger. Il achète la forêt de Saoû dans la Drôme où il lance un vaste plan d’aménagements et fait construire l'Auberge des Dauphins, une réplique du Petit Trianon de Versailles. Dès son inauguration, l’auberge connait un grand succès grâce au faste des fêtes qui y sont données et la qualité de sa table.
Amateur de football, il fonde et préside le club sportif de Sainte-Croix-aux-Mines dès 1921.
Un des premiers membres de l'Académie de philatélie, il constitue une impressionnante collection de timbres-poste rares. En 1955, il est invité à signer le Roll of Distinguished Philatelists. En 1968, la poste du Liechtenstein lui dédie un timbre dans une série sur les grands philatélistes.
Mais Maurice Burrus est surtout passionné d'archéologie. Il effectue de nombreux voyages en Grèce et en Asie mineure sur les traces de l'École française d'Athènes et du grand archéologue allemand, Heinrich Schliemann, découvreur de la ville de Troie à la fin du XIXe siècle. Il a largement subventionné à partir de 1925 et pendant une vingtaine d’années les fouilles de Vaison-la-Romaine, lancées en 1907 par le chanoine Sautel.
En plus de son activité de cigarettier, Maurice Burrus dirige la banque du Rhin et fonde en 1923, à Strasbourg, la société de capitalisation et d'assurances-vie ESCA .
En 1932, il est élu député dans la circonscription de Ribeauvillé comme candidat indépendant. Il est réélu en 1936, bénéficiant cette année-là du soutien de l'U.P.R. (Union Populaire Républicaine). Son influence lui permet d'accélérer les travaux de percement du tunnel de Sainte-Marie-aux-Mines qu’il inaugure en 1937, au côté du président Lebrun.A l'Assemblée, il s'occupe principalement des questions visant à régler la situation des Alsaciens-Lorrains.
De 1934 à 1940, il est aussi conseiller général du canton de Sainte-Marie-aux-Mines. Le 10 juillet 1940, il vote les pleins pouvoirs à Philippe Pétain.
En décembre 1940, Maurice Burrus est une nouvelle fois, expulsé d'Alsace et ses propriétés à Sainte Croix-aux-Mines confisquées par les Allemands. Son château est transformé en école d'administration pour officiers invalides de guerre. Il trouve refuge chez son frère, Fernand Burrus, à Lyon qui lui procure une voiture pour une fuite discrète vers les Pyrénées où il possède une propriété. Par la suite, Maurice Burrus s'installe à Vaison-la-Romaine dont il est depuis des années trente le mécène éclairé, finançant à ses frais la restauration du théâtre antique. Il est nommé citoyen d'honneur de la ville, et une plaque y est élevée à son nom. Il concourt également à la plantation d'arbres dans les sites archéologiques, ainsi que leur restauration en vue de leur entretien et leur ouverture au public.
Après la guerre, il est soupçonné de collaboration avec l'ennemi, ce qui lui vaut son inéligibilité en 1946. En fait les soupçons qui lui sont reprochés reposent principalement sur le fait qu'il a voté la loi constitutionnelle du 10 juillet 1940 donnant les pleins pouvoirs constituants au maréchal Pétain. Tous les députés ayant voté cette même loi furent condamnés à la même peine. L'ami de Maurice Burrus, le maire de Vaison-la Romaine, Ulysse Fabre connaîtra la même déconvenue à la Libération.
Ces rumeurs de collaboration affectèrent profondément Maurice Burrus qui se retira à Genève où il s'éteignit en 1959. A sa mort, il fait des legs importants à son village natal : commune, hôpital, paroisse, sociétés locales. Les obsèques eurent lieu à Sainte Croix-aux-Mines en présence de nombreuses personnalités politiques de France et de l'étranger. Vingt-et-un ans après la fin de la seconde Guerre mondiale, en 1966, une importante cérémonie consacrée à la mémoire de Maurice Burrus et de l'abbé Joseph Sautel s'est déroulée au cœur de l'antique théâtre de Vaison-la-Romaine, en présence du préfet de Vaucluse, Pierre Hosteing, le sous-préfet de Carpentras et de nombreuses autres personnalités religieuses et civiles. Cette présence sonnait comme une réhabilitation de la mémoire de Maurice Burrus et la reconnaissance de l'État français pour son œuvre.
La manufacture Burrus fut vendu en 1996 au groupe néerlandais Rothmans International tandis que l'ESCA est toujours sous le contrôle de la famille Burrus.